# Nikolaj Vsevolodovič Stavrogin
Nikolaj Vsevolodovič Stavrogin (in russo Николай Всеволодович Ставроги?; AFI: [nʲikʌɭˈɑj fsʲˈevʌɭʌdʌvʲit͡ʃʲ stavrˈoɡʲɪ]) è uno dei personaggi principali del romanzo I demoni di Fëdor Dostoevskij.

## Creazione e sviluppo
Iniziato a scrivere verso la fine del 1869, il romanzo I demoni appare subito problematico per l'autore. Scritta infatti una prima parte, l'autore viene "visitato dall'autentica ispirazione e a un tratto mi sono innamorato del mio tema", come scrive il 21 ottobre 1870. Riscrive quella prima parte, seguendo l'ispirazione avuta, finché sorge un altro problema: "si è fatto avanti un nuovo personaggio che avanzava la pretesa di essere lui il vero protagonista del romanzo, cosicché il precedente protagonista (un personaggio interessante, ma che effettivamente non meritava il ruolo di protagonista) si è ritirato in secondo piano. Questo nuovo protagonista mi ha talmente affascinato che ho cominciato un'altra volta a riscrivere il romanzo". Il vecchio protagonista è Pëtr Verchovenskij che, come novello Nečaev, porta avanti i suoi propositi rivoluzionari reclutando e organizzando uomini al proprio scopo. Il nuovo protagonista è invece Nikolaj Vsevolodovič Stavrogin, figura che incarna un'altra tipologia di giovane odiata dall'autore: quello del viziato annoiato e immorale.

### Fonti d'ispirazione
Negli anni '20 del XX secolo la questione dei prototipi del protagonista del romanzo fu sollevata dal critico Leonid Grossman, il quale considerava I demoni la prima monografia sull'anarchico e rivoluzionario russo Michail Bakunin. Secondo un'analisi successiva di Viačeslav Pavlovič Polonski, invece, Nikolaj sarebbe modellato sulla figura di Nikolaj Spešnev, appartenente al circolo Petraševskij, e che Dostoevskij ebbe modo di conoscere personalmente.

### Il nome
Nelle sue opere, Dostoevskij ama usare nomi dal forte valore simbolico. In questo caso, fa nascere il cognome del personaggio dalla parola greca σταυρός (stauròs) che significa "croce", volendo dare elementi religiosi ad un personaggio che a prima vista non pare proprio averne; eppure è l'unico dei tanti "peccatori" del romanzo che prende pienamente coscienza dei propri peccati e che finisce per pagare spontaneamente per questi.

## Il personaggio
Nikolaj viene descritto come bello, forte, impavido, intelligente e raffinato, ma allo stesso tempo, secondo il narratore Anton, c'è qualcosa di repellente in lui. Lo studente Šatov in un primo momento lo considera un leader potenzialmente capace e che avrebbe potuto ispirare la Russia verso una rigenerazione cristiana. Disilluse le sue speranze, lo comincia a vedere come un fannullone, incapace di distinguere il bene e il male; mosso dal desiderio di infliggere tormenti, non solo per il piacere sadico di fare del male agli altri, ma soprattutto per affliggere la propria coscienza.

## Filmografia

### Cinema
- Nikolay Stavrogin, regia di Jakov Protazanov (1915) - film muto, con Ivan Mozžuchin
- La cinese (La Chinoise), regia di Jean-Luc Godard (1967)
- La femme publique, regia di Andrzej Żuławski (1984)
- Dostoevskij - I demoni (Les Possédés), regia di Andrzej Wajda (1988)
- Besy (Бесы), regia di Dmitrij Talankin e Igor Talankin (1992)
- I demoni di San Pietroburgo, regia di Giuliano Montaldo (2007)

### Televisione
- The Possessed, miniserie televisiva, regia di Naomi Capon (1969)
- I demoni, regia di Sandro Bolchi (1972) - sceneggiato Rai, con Luigi Vannucchi